# Lysimachia breviflora
Lysimachia breviflora är en viveväxtart som beskrevs av C.M. Hu. Lysimachia breviflora ingår i släktet lysingar, och familjen viveväxter. Inga underarter finns listade i Catalogue of Life.